# Florine Stettheimer
Florine Stettheimer (Rochester, Nova York, 19 d'agost de 1871 - Nova York, 11 de maig de 1944) va ser una pintora, poeta i salonnière feminista estatunidenca. És autora del que es considera el primer autoretrat nu pintat per una dona.
Florine Stettheimer va néixer a Rochester (Nova York) en una família de banquers jueus d'origen alemany. El pare va deixar la família i la mare, Rosetta, va ocupar-se de l'educació de les quatre filles i el fill, amb els quals passava moltes temporades a Europa. El germà i la germana més grans —Stella i Walter— van casar-se i van marxar a Califòrnia. A partir d'aleshores, Florine Stettheimer, les altres dues germanes —Ettie i Carrie— i la mare anaven sempre juntes. Les seves estades anuals a Europa van acabar el 1914, amb l'esclat de la Primera Guerra Mundial i es van establir de manera permanent a l'Upper West Side de Nova York. A casa seva van establir un «saló», a la manera dels salons literaris francesos, que era freqüentat per literats i altres intel·lectuals, entre els quals hi havia Marcel Duchamp, Carl van Vetchen, Virgil Thomson i Alfred Stieglitz i l'editor de la revista Vanity Fair, Frank Crowninshield. La seva activitat com a salonnières era un mitjà per integrar-se en la societat de Nova York, que a començament del segle xx encara discriminava dones i persones jueves. A més, per a Florine Stettheimer, el saló li va servir d'inspiració per a la seva obra, alhora que les pintures seves que decoraven el saló proporcionaven temes per a les converses. Va pintar retrats d'amics i persones famoses de l'època que freqüentaven el seu saló; i molts dels seus hostes apareixien pintats també en algunes pintures seves.
L'any 1916, una amiga seva —Marie Sterner— va organitzar una exposició amb obres de Florine Stettheimer a la Galeria Knoedler, que competia amb les més destacades de Nova York. L'exposició comprenia només nou quadres, però l'espai on es mostraven va ser decorat per la mateixa Stettheimer. En alguns casos, els quadres estaven exposats en rèpliques d'espais privats de casa seva, com ara el seu dormitori. L'exposició va ser ben rebuda per la crítica, però no va vendre cap quadre. Entre 1916 i 1926, en què la seva mare va caure malalta, Stettheimer va participar en nombroses exposicions col·lectives, d'una a sis cada any. Però no totes van ser les típiques exposicions en sales d'art. Eren espais molt variats com ara grans magatzems —Wanamaker a Nova York o Marshall Field a Chicago—, museus o l'exposició anual de la Societat d'Artistes Independents
Les obres de Stettheimer eren considerades per alguns crítics com «massa femenines»: «decoratives, delicades i bufones, però superficials». En alguns quadres pintava moltes flors, llaços i puntes i joies, a més traçar línies sinuoses i delicades, en un estil que recorda el rococó francès del segle xviii. Alguns estudiosos de la seva obra afirmen que era un estil deliberat, que volia allunyar-se del sexisme imperant en el món de l'art en aquell temps.
A l'Arxiu de la Universitat Yale es guarda la col·lecció de les germanes Florine i Ettie Stettheimer. El gruix de la col·lecció conté documents que van de 1906 a 1953, tot i que n'hi ha també d'anterior, fins a 1898, i de posteriors, fins a 1974.